# Gyarehalli, Holalkere
Gyarehalli là một làng thuộc tehsil Holalkere, huyện Chitradurga, bang Karnataka, Ấn Độ.